# Eudeve
Eudeve (Heve, Dohme, Dohema), jedno od glavnih podplemena Ópata Indijanaca s rijeke Rio Hermosillo u Meksiku, gdje ih na svojoj mapi locira Manuel Orozco y Berra. Prema ranim autorima (Pimentel, II, 153) i anonimni autor u (Doc. Hist. Mex., 3d s., IV, 494, 534) kaže da razlike u jeziku nisu veće između opata i eudeve, od onih između portugalskog i kastiljskog, ili između francuskog i provansalskog. 

## Vanjske poveznice
- Opata  Arhivirana inačica izvorne stranice od 15. veljače 2008. (Wayback Machine)